# Massasurveillance

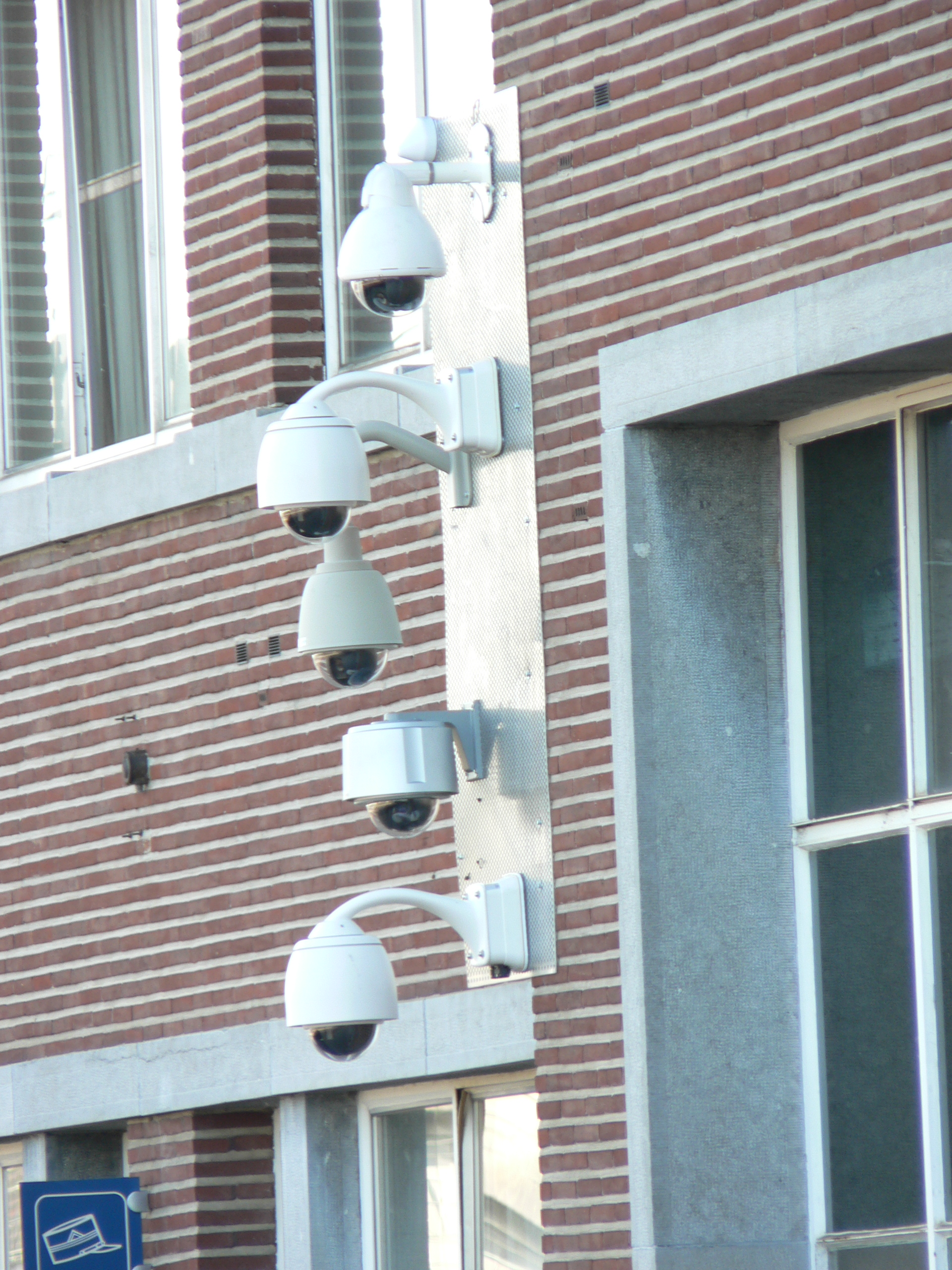
Verschillende typen beveiligingscamera's nabij een treinstation.

Massasurveillance is de surveillance van een gehele of grote groep van de bevolking. Surveillance is het monitoren van gedrag, veel activiteiten of informatie met als doel informatie te verzamelen, te beïnvloeden of te sturen. Afhankelijk van de wetgeving per land, varieert de wettigheid en vereiste toestemming om surveillance uit te mogen voeren.
Massasurveillance is een term die in Nederland rond 2017 uit het Amerikaanse maatschappelijke debat over buitensporige surveillancepraktijken is overgenomen. De term wordt in Nederland vooral gebruikt door tegenstanders van massasurveillance: belangenorganisaties voor individuele vrijheid en privacy, en door linkse media en politieke organisaties. Er is geen Nederlands overheidsbeleid dat deze term expliciet gebruikt, behalve om te beargumenteren dat het vermeden moet worden.
Er zijn verschillende vormen van surveillance die volgens tegenstanders onder massasurveillance vallen. In Nederland is de Wet op de inlichtingen- en veiligheidsdiensten 2017 door tegenstanders een Sleepnetwet genoemd, wat een vorm van massasurveillance zou zijn. Ook de wijziging in het Wetboek van Strafvordering (Nederland) artikel 126jj over het opslaan van kentekengegevens wordt door tegenstanders als een vorm van massasurveillance gezien.
Dergelijke vormen van surveillance worden uitgevoerd door overheidsinstanties, maar het kan ook worden uitgevoerd door commerciële bedrijven (namens de overheid of op eigen initiatief). Anno 2022 wordt ook het verwerken van persoonsgegevens voor commerciële doeleinden soms "surveillance kapitalisme" genoemd. Daarnaast is er nog het fenomeen dat overheidsorganisaties gebruik maken van persoonsgegevens die door private organisaties zijn verzameld. Bijvoorbeeld op basis van een aangifte door zo'n private organisatie, door vrijwillig delen, door een vordering of door spionage.
Bovenstaande voorbeelden van surveillance zijn over het algemeen bedoeld als noodzakelijk middel tegen terrorisme en (georganiseerde) criminaliteit, en om maatschappelijke onrust onder de bevolking te voorkomen. Massasurveillance wordt bekritiseerd vanwege het overtreden van privacy en de inperking van burgerrechten, zoals vrijheid van meningsuiting. En ook dat het kan leiden tot een surveillance- of politiestaat. Het vermijden van massasurveillance wordt beschouwd als een mondiaal vraagstuk.